# Киевка (Челябинская область)
Киевка — деревня в Октябрьском районе Челябинской области России. Входит в состав Октябрьского сельского поселения.

## География
Деревня находится на востоке Челябинской области, в лесостепной зоне, на восточном берегу озера Киевское, на расстоянии примерно 8 километров (по прямой) к востоку от села Октябрьское, административного центра района. Абсолютная высота — 178 метров над уровнем моря.

## Население
| 2002 | 2010 |
| ---- | ---- |
| 175  | ↘108 |

Гендерный состав
По данным Всероссийской переписи населения 2010 года в гендерной структуре населения мужчины составляли 46,3 %, женщины — соответственно 53,7 %.
Национальный состав
Согласно результатам переписи 2002 года, в национальной структуре населения русские составляли 75 %.

## Улицы
Уличная сеть деревни состоит из одной улицы.